# Smalgölen
Smalgölen är en sjö i Askersunds kommun i Närke och ingår i Motala ströms huvudavrinningsområde. Sjöns area är 0,005 kvadratkilometer och den befinner sig 173 meter över havet. Sjön har inget namn enligt Lantmäteriets karta, och har en annan form än den som namnet antyder.